# Villopotamon sphaeridium
Villopotamon sphaeridium is een krabbensoort uit de familie van de Potamidae. De wetenschappelijke naam van de soort is voor het eerst geldig gepubliceerd in 1923 door Kemp.